# Shinya Kojima
Shinya Kojima est un joueur d'échecs japonais né le 15 novembre 1988 à Zushi. Maître international depuis 2015, il a remporté le championnat du Japon d'échecs à cinq reprises (en 2005, 2006, 2007, 2008 et 2010).
Au 1er février 2017, il est le numéro un japonais avec un classement Elo de 2 401 points.

## Compétitions par équipe
Shinya Kojima a été sélectionné dans l'équipe du Japon lors des six olympiades de 2006 à 2016. Il jouait au premier échiquier en 2008, 2010, 2012 et 2016 et au deuxième échiquier en 2006 et 2010,.